# 茨城県立緑岡高等学校
茨城県立緑岡高等学校（いばらきけんりつ みどりおかこうとうがっこう）は、茨城県水戸市笠原町にある県立高等学校。全日制普通科、理数科をおく男女共学校。略称は「緑高（りょくこう、りょっこう）」。又の名は「グリーンヒル」。

## 概要
県内唯一の理数科設置の県立高校。2011年に開校50周年を迎えた。また、2021年には開校60周年を迎えた。
1964年に理数科を設置以来、理数教育に力を入れる。
2006年2月には茨城県の県立高等学校再編整備の後期実施計画に組み込まれ、2010年度にパイロットスクールとして併設型中高一貫教育校に改編される予定であったが、茨城県の財政難から中止となった。同年度に普通科と理数科をくくり募集へ変更し、2年次進級時に理数科を選択可能にした。
2013年度から2017年度の5年間、文部科学省から第1期スーパーサイエンスハイスクール（SSH）としての指定を受けた。2018年には2020年まで第2期SSHとしての指定を受けている。。

## 基礎データ

### 設置学科
- 全日制課程
  - 普通科
  - 理数科

### 設立年月日と創立記念日
設立日は1962年4月1日であり、同年11月に開校式が挙行されたが（後述）、学校としては10月16日（茨城県議会において設置が議決された日）を創立記念日としている。

### 校名の由来
校名は、水戸市合併で消えた緑岡村（現在の千波・笠原・小吹・平須・見川・見和）の村名を永久にとどめたいという地元の要望により、「緑岡」とつけられた。

### 校訓・校章

#### 校訓
校訓は「誠実・進取・協和」。1962年5月制定。
また、古くは弘道館建学の精神に由来する「文武不岐」の精神も重要視しており、多くの生徒が学業と部活動などの課外活動の両立に励んでいる。

#### 校章
校章には、偕楽園ゆかりの梅の花と若葉がデザインされている。1964年12月制定。

### 学校施設
- 本館
- 特別棟
- 体育館兼講堂
- 弓道場
- 緑朋会館（学習施設兼合宿所）
- プール
- 硬式・軟式テニスコート

### 制服
冬服は10月初めから5月末まで、夏服は6月初めから9月末まで。
男女とも、冬服期間中は上衣の下に学校指定のベスト、セーターを着用できる。

#### 男子
- 冬服は標準型学生服。左襟に学年章をつける。
- 夏服は白のワイシャツ。左胸ポケットにタイピン型の校章をつける[10]。

#### 女子
- 冬服は紺色のブレザーにスカート。襟にタイピン型の校章をつける。
- 夏服は指定のシャツ（校章入り）とスカート。指定シャツ以外を着用するときには胸にタイピン型校章をつける。[10]

### アクセス
- 水戸駅からは距離があるため、生徒の多くは駅から自転車を使って登校している[10]。水戸駅からの所要時間は15分程度。
- 関東鉄道バスや茨城交通バスの停留所（緑岡高校入口）も付近に存在している。水戸駅からの所要時間は30分程度[11]。
- 国道50号水戸バイパスから近いため車でのアクセスがしやすい。また、茨城県道50号からも近く水戸駅からのアクセスもしやすい。

## 沿革
- 1961年 - 「茨城県立緑岡高等学校」の設置が茨城県議会において議決[3]。
- 1962年
  - 2月 - 設立準備事務所が茨城県立水戸第一高等学校内に設置され、同年4月1日には茨城県立水戸第二高等学校の校舎を一部借用して茨城県立緑岡高等学校として開校し[3]、7日に第1回入学式を挙行。（生徒定員 普通科 1年 300名）
  - 9月 - 新校舎（原位置）に移転。
  - 11月 - 開校式典を挙行[3]。
- 1963年 - 第1回緑歩会実施。コースは阿字ヶ浦から大洗、大貫、酒門を経て学校まで[3]。
- 1966年 - 第1回緑高祭実施[3]。
- 1969年 - 4月、理数科設置[3]。（募集人員　普通科276名　理数科40名）
- 1971年 - 体育館兼講堂、1980年に特別教室棟、1981年には緑朋会館が落成[3]。
- 1993年 - 新体育館兼講堂完成[3]。
- 1997年 - 本館新築工事完了[3]。
- 2010年 - 普通科・理数科くくり募集に変更。（募集定員　普通，理数科280名）いばらき版サイエンスハイスクール事業の指定を受け、医学・難関理工系進学コースを設置[3][12]。
- 2013年 - 第1期文部科学省スーパーサイエンスハイスクール（SSH）指定[3][6]。テーマは「未来を拓く科学的知見を創造し、世界のさきがけとなる人材育成」[13]。
- 2018年 - 第2期文部科学省スーパーサイエンスハイスクール（SSH）指定[3][6]。テーマは「論理的思考で主体的に探究できるサイエンスエキスパートと科学的素養を備えたサイエンスサポーターの育成」[13]。

## 教育

### 学科
全日制課程として、普通科と理数科をおく。
普通科と理数科が「普通，理数科」としてくくり募集され、1年次には全員が共通のカリキュラムで学ぶ。
生徒は1年間のカリキュラムをとおして興味関心及び適正を把握し、自分が希望する進路に適した学科・コースを選択する。

#### 普通科
文系コースと理系コースが存在し、多様な進路実現に対応している。
総合的な学習の時間の一環として「緑高タイム」が設定され、進路実現のためのサポートがなされている。

#### 理数科
県内唯一の理数科、医学・難関理工系進学コースとして、将来医師や科学者、研究者等として活躍できる人材の育成を目指す。
SSHの中核として、数理科目を深く学ぶための様々な事業を行う。
- 主な活動[13]
  - 自らテーマを設定して研究する「課題研究」
  - 大学や研究機関と連携した「探求型校外学習」
  - 数理科目を更に発展的に学ぶ「ハイレベル課外」
  - 海外で研究の成果を発表する「海外研修」

### 教育
学年制及び2学期制を導入している。授業は標準よりも5分間長い55分間である。

### 進学指導
ほとんどの卒業生が進学を希望し、例年茨城大学や筑波大学をはじめとする国公立大学や私立大学に合格している。
多くの人が部活動に加入しているため、部活動との両立を前提とした進学指導が行われている。
緑朋会館が学習施設として土曜日も開放されているほか、放課後課外や夏季課外、土曜課外などが数多く設定されており、多くの生徒が利用している。
また、「一人一人が輝く活力ある学校づくり推進事業」により、大学模擬授業などの高大連携のための取り組み、キャリア講演会などが行われ、進路意識の向上が図られている。

## 部活動・同好会
以下の部活動が設置され、多くの生徒が部活動に加入して活発に活動している。

### 運動部
- 剣道部
- 弓道部
- バレーボール部
- バスケットボール部
- バドミントン部
- 野球部
- サッカー部
- 陸上競技部
- ハンドボール部
- 水泳部
- 硬式テニス部
- ソフトテニス部
- フェンシング部
- 卓球部

### 文化部
- 吹奏楽部
- 軽音楽部
- 科学研究部
- 写真部
- 棋道部
- JRC部
- 歴史部
- 映画研究部
- 英語部
- 生物部
- 地学部
- 華道部
- 応援団
- 美術部
- メディア文芸部

## 同窓会「緑朋会」
卒業生の同窓会組織として「緑朋会」が存在している。県内各地域に支部を持つほか、職域ごとにも支部が存在し、活発な活動が行われている。

## 著名な出身者
- 藤田正大 - 元プロ野球選手
- 橋本實 - 高校野球指導者
- 井村俊哉 - 投資家、YouTuber、元お笑いタレント
- 打越裕樹 - NHKアナウンサー
- 高橋靖 - 水戸市市長[18]
- 竹内まなぶ - お笑いタレント（カミナリ）[19]
- 若林洋平 - 参議院議員、前御殿場市市長[20]
- 飯島陸斗-陸上競技選手
- 佐藤宏之 - 漫画家